# Enriqueta O'Neill de Lamo
Enriqueta O'Neill de Lamo   (Madrid, 31 de juliol de 1909 - Barcelona, 17 de novembre de 1972) va ser una escriptora espanyola sota el pseudònim de Regina Flavio entre 1942 i 1970, que va treballar com a censora del règim franquista Va ser la mare de l'escriptora i política Lidia Falcón, a causa de la detenció de la qual es va suïcidar.

## Biografia
Enriqueta O'Neill va néixer el 31 de juliol de 1909 a Madrid. Era filla d'Enrique O'Neill Acosta, un diplomàtic mexicà amb ascendència irlandesa, i de l'espanyola Regina Lamo y Jiménez (àlies Nora Avante), una escriptora, pianista i apassionada defensora del sindicalisme i del cooperativisme i col·laboradora de Lluís Companys. Va tenir una germana també escriptora, Carlota O'Neill (àlies Laura de Noves), a més de diversos germanastres d'un matrimoni anterior del seu pare. El seu oncle Carlos Lamo y Jiménez, va ser el company sentimental de l'escriptora i periodista Rosario de Acuña.
Va treballar com a cantant i actriu. De la seva relació extramatrimonial amb l'escriptor, periodista i polític peruà César Falcón, va néixer la seva filla Lidia Falcón O'Neill. Després de la Guerra Civil espanyola va començar una relació amb el secretari provincial de premsa José Bernabé Oliva, màxim responsable de la censura a Barcelona i carlista. Gràcies a aquesta relació va treballar com a censora cobrant 7.200 pessetes anuals i obtenen, ella i la seva germana Carlota O'Neill, publicitat de les seves obres literàries pel règim franquista i els seus mitjans de comunicació.
Per aquestes raons la família de Virgilio Leret Ruiz considera a Enriqueta i Carlota O'Neill col·laboradores del franquisme
La seva filla va ser empresonada per propaganda il·legal, i Enriqueta se suïcidà el 17 de novembre de 1972 a Barcelona.

### Com a Regina Flavio

#### Novel·les romàntiques
- El verdadero amor de Chopin (biografia novel·lada) (1942)
- Un hombre interesante (1942)
- El mañana es nuestro (1945)
- Tras la niebla (1945)
- El tiempo pasa (1946)
- Idilio entre sombras (1947)
- Quimera de amor (1947)
- Alma de Marruecos (1950)

#### Altres obres
- Una mujer frente a su destino (1960)
- Matando siglos en la boca de Aroa (1970)